# Паисий (Лулургас)
Монах Паисий (греч. Kαλόγερος Παΐσιος, в миру Эммануи́л Лулурга́с, греч. Ἐμμανουήλ Λουλουργᾶς; 1945, Пирей, ном Аттика, Греция) — монах Константинопольской православной церкви; ранее титулярный митрополит Тианский (1998—2012).

## Биография

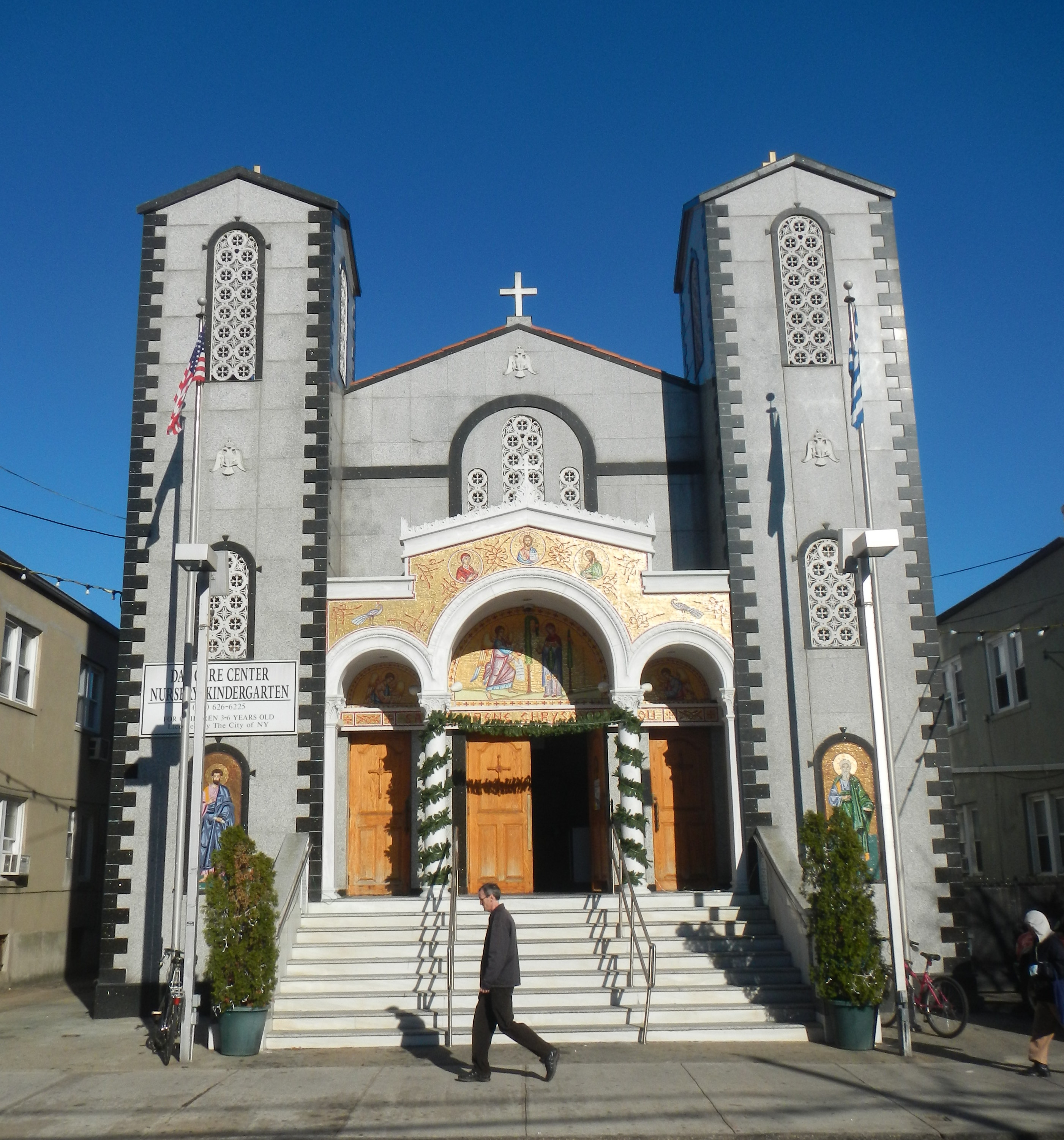
Монастырь Ирины Хрисоваланты

Родился в 1945 году в Пирее, в Греции в семье Франциско (греч. Φραγκίσκου) и Марии Лулургас.
Учился два года в богословском факультете Афинского университета, а позднее продолжил своё обучение в университете США, где получил степень магистра богословия.
В 1963 году был пострижен в монашество на Афоне, а позднее состоял в греческой старостильной церкви, где был рукоположен в архиерейский сан.
С 1985 по 1993 годы и с 1994 по 18 июля 1995 года — митрополит Гардикийский в юрисдикции Церкви Истинно-Православных Христиан Греции (Флоринитский синод).
С 18 июля по 28 декабря 1995 года — митрополит Американский в юрисдикции Церкви Истинно Православных Христиан Греции (Каллиникитский синод).
В 1997 году ушёл из старостильного движения и был принят в Константинопольскую православную церковь.
В 1998 году Священным Синодом Константинопольского патриархата был избран митрополитом Тианским. 4 апреля 1998 года рукоположен в сан иеродиакона, а 5 апреля — в сан иеромонаха.
11 апреля 1998 году состоялась его хиротония во епископа и возведение в сан митрополита Тианского, викарного епископа Константинопольского Патриарха с одновременным утверждением в должности первого настоятеля (игумена) ставропигиального монастыря св. Ирины Хризовалантской (Астория, Нью-Йорк), который он основал.
В 2010 году был участником т. н. «Хризовалантского дела» по которому одна из входивших в подчинение митрополиту Паисию монахинь сдала в полицию кейс митрополита с 285 тыс. долларов, после чего сняла с себя монашеский сан. В октябре 2010 года митрополит Паисий и его викарий епископ Викентий (Маламатениос) были отстранены от управления монастырём и передали в собственность Константинопольскому Патриархату недвижимую монастырскую собственность на общую сумму около 40 млн долларов. В декабре 2010 года епископ Викентий выступил с разоблачтельными заявлениями на митрополита Паисия относительно аморального поведения последняго. После этого митрополит был запрещён в священнослужении. Решением Священного Синода ему было предписано поселиться в монастыре на острове Калимнос, но он не подчинился данному постановлению. Позднее выехал в Грецию и на начало 2012 года проживал в Афинах.
27 марта 2012 года Священным Синодом Константинопольского Патриархата за присвоение церковных средств, аморальное поведение и неподчинение Священному Синоду был извержен из священного сана